# Seguros Santa Lucía
Santa Lucía Seguros es la compañía origen y matriz de un grupo español independiente que desarrolla fundamentalmente actividades aseguradoras y reaseguradoras en España y en Latinoamérica.
Posee una red de unas 400 agencias con 17.000 trabajadores en toda España El negocio asegurador del Grupo Santalucía cuenta con un ahorro gestionado en seguros de vida en 2011 de 1.100 millones de euros y 1.210 millones de euros facturados en primas totales. Tiene 7 millones de clientes,[cita requerida] y unos ingresos en primas por seguro directo en 2017 de 2.536 millones de euros.[cita requerida]
El Grupo Santa Lucía está formado por Ballesol, empresa dedicada a la gestión de residencias geriátricas, y por SOS Seguros y Reaseguros, proveedor mundial de servicios de asistencia médico-sanitaria internacional y asistencia en viaje.

## Historia
Nace en 1922 en la calle Santa Lucía de La Coruña. En 1931 adopta la forma de sociedad anónima y en 1943 su denominación se convierte en Santa Lucía S.A. Seguro Popular. El 4 de noviembre de 1985 pasa a denominarse Santa Lucía, S.A Compañía de Seguros, y en la última Junta General de Accionistas del 17 de mayo de 2007 se acordó el cambio de nombre, siendo desde esa fecha Santa Lucía S.A. Compañía de Seguros y Reaseguros. En 2009 comienza la comercialización de seguros a través de la web corporativa. En el año 2017 se sucede la adquisición de gran parte del Negocio de Vida de AVIVA en España, así como sus participaciones en Unicorp Vida y Caja España Vida.
La primera sede social se situó en la calle de Preciados de Madrid, hasta que a principios de la década de los 50 se trasladó a Gran Vía número 68. En aquel momento decesos era el único seguro que comercializaba la compañía. En los años 60 se comienzan a abrir nuevos mercados de seguros, empezando con el seguro de incendios y continuado, diez años más tarde, con los seguros de vida.
Actualmente la sede social se encuentra en el número 15 de la Plaza de España de Madrid. Construida en 1967 por el arquitecto Juan Pan da Torre, se amplió con la adquisición del edificio contiguo. En lo alto del edificio se encuentra una webcam que permite contemplar las vistas de Madrid.
El presidente es Carlos Álvarez Navarro, uno de los grandes propietarios de fincas urbanas de Madrid.
Desde el mes de abril de 2023, y hasta el mes de junio de 2023, patrocinan cada 2 semanas, el programa Pasapalabra en Antena 3, luego, a partir del mes de julio de 2023, y hasta el mes de septiembre de 2023, patrocinan cada 2 semanas, el programa Y ahora Sonsoles en Antena 3. Sin embargo, desde el 25 de septiembre de 2023, se volvieron a centrar en patrocinar Pasapalabra cada 2 semanas.

## Red de distribución
Esta empresa distribuye sus productos en España a través de varias sociedades de mediación con un total de 385 agencias, 400 corredores y la propia web como canal directo. Del mismo modo, los productos son ofertados por empresas como El Corte Inglés (seguros de salud), así como por entidades bancarias mediante acuerdos de colaboración.

## Alianzas
El Grupo Santalucía tiene actualmente (año 2018) alianzas comerciales con otras compañías de distintos sectores, como Banco Santander, EVO Banco, Pelayo y Sanitas.[cita requerida]

## Empresas que forman parte del Grupo Santalucía
Accept@, Albia, Alpha Plus, Ballesol, FDF Santalucía, GIH, Internacional SOS, Iris Assistance, Pcamigo, Santalucía Gestión, Santalucía Servicios Compartidos, Santalucía Vida y Pensiones, Temmpo, y las participaciones en Unicorp Vida y Caja España Vida.